# Wilki (Głotowo)
Wilki – część wsi Głotowo w Polsce, położona w województwie warmińsko-mazurskim, w powiecie olsztyńskim, w gminie Dobre Miasto, w dolinie rzeki Kwieli. Wchodzi w skład sołectwa Głotowo.
W latach 1975–1998 Wilki administracyjnie należały do województwa olsztyńskiego.